# ジェームズ・スティーヴンス (1923年生の作曲家)
ジェームズ・スティーヴンス（James Stevens、1923年5月5日 - 2012年6月26日）は、イングランドの作曲家で、おもに交響曲、オペラ、前衛音楽など、映画やテレビ用の劇伴を含む諸々のオーケストラ作品を書いたが、1960年代にはポップ・ミュージック作品も手がけた。

## 経歴
ロンドン東部のドールストンに生まれた。ギルドホール音楽学校でベンジャミン・フランケルに師事した後、パリ音楽院でダリウス・ミヨー、ナディア・ブーランジェ、アルテュール・オネゲルに師事する。
交響曲第1番はロイヤル・フィルハーモニック協会賞を受賞した。
第二次世界大戦中は、良心的兵役拒否を行ない、6か月にわたって収監された後、病院での労働奉仕などを命じられた。戦後も、ベトナム反戦運動などに関わり続けた。
1968年には、国際現代音楽協会賞を受賞し、また、同年には「Exploding Galaxy」が『メロディ・メイカー』のポップ・チャートで首位に立った。
1990年には、BBCのドラマの音楽によって、BAFTA音楽賞にノミネートされた。
1995年には、日本音楽家ユニオンの招きで、イギリスの音楽界を代表して広島・長崎被曝50周年記念式典に参加した。
晩年は、チャーチル協会 (the Churchill Society) 音楽部門の代表を務めていた。
スティーヴンスは、まだ同性愛が非合法とされていた時代から、自ら同性愛者であることを公言していた。
詩作や著作も残した。

## 作風
様々なジャンルに積極的に関わり、クラシック系の現代音楽やジャズ、ポップ・ミュージックのみならず、前衛音楽も手がけたが、無調性の音楽には手を出さず、旋律を重視した。1950年代には、後の環境音楽を先取りするような作品を発表していた。
いわゆる劇伴を多く手がけ、様々な新しい技法を普及させたが、映画やテレビのプロデューサーなどがスコアに干渉することは、いっさい許さなかったという。
遺作となった『The Reluctant Masquerade』は、個人的にも知り合いであった三島由紀夫の作品や人物の影響を受けたものとされる。